# Izumi (Jokohama)
Izumi (jap. 泉区 Izumi-ku) – jedna z 18 dzielnic Jokohamy, stolicy prefektury Kanagawa, w Japonii. Ma powierzchnię 23,58 km². W 2020 r. mieszkały w niej 152 452 osoby, w 62 853 gospodarstwach domowych  (w 2010 r. 155 743 osoby, w 58 824 gospodarstwach domowych).
Dzielnica została założona 3 listopada 1986 roku. Położona jest we wschodniej części miasta. Graniczy z dzielnicami Seya, Asahi, Totsuka, a także miastami Yamato i Fujisawa.